# Сирень
Сире́нь (лат. Syrínga) — род кустарников, принадлежащий семейству Маслиновые (лат. Oleaceae). Род включает виды, распространённые в диком состоянии в Юго-Восточной Европе (Венгрия, Балканы) и в Азии, преимущественно в Китае.
Классификации рода Сирень различаются и в зависимости от автора в его состав включается от 12 до 36 видов. Почти все они в естественных условиях произрастают в горных районах различных регионов Евразии. Многие виды издавна применяются в озеленении, однако наибольшей популярностью пользуются сорта, полученные на их основе. Мировой сортимент этой культуры насчитывает более 2300 описанных сортов, при этом две трети из них получены с участием сирени обыкновенной. Сорта различаются по окраске, форме и размеру цветков, срокам цветения, высоте и габитусу кустов и т. д.
В International Register and Checklist of Cultivar Names in the Genus Syringa L. сорта описываются с указанием формы цветка — простой (S), махровый (D) и кода окраски: белая (I), фиолетовая (II), голубоватая (III), сиреневая (IV), розоватая (V), маджентовая (VI), пурпурная (VII), сложная или переходная (VIII).

## Этимология
Латинское родовое название Syringa, русское сирень, как и названия сирени во многих европейских языках, восходят в конечном счёте к лат. syrinx «тростник», «свирель», а оно к др.-греч. σῦριγξ, «свирель» или что-нибудь в форме трубки. Название связано с тем, что из ствола сирени легко удаляется сердцевина и получается трубка.
В русском языке для обозначения растения использовалось также слово «синель».

## Ботаническое описание

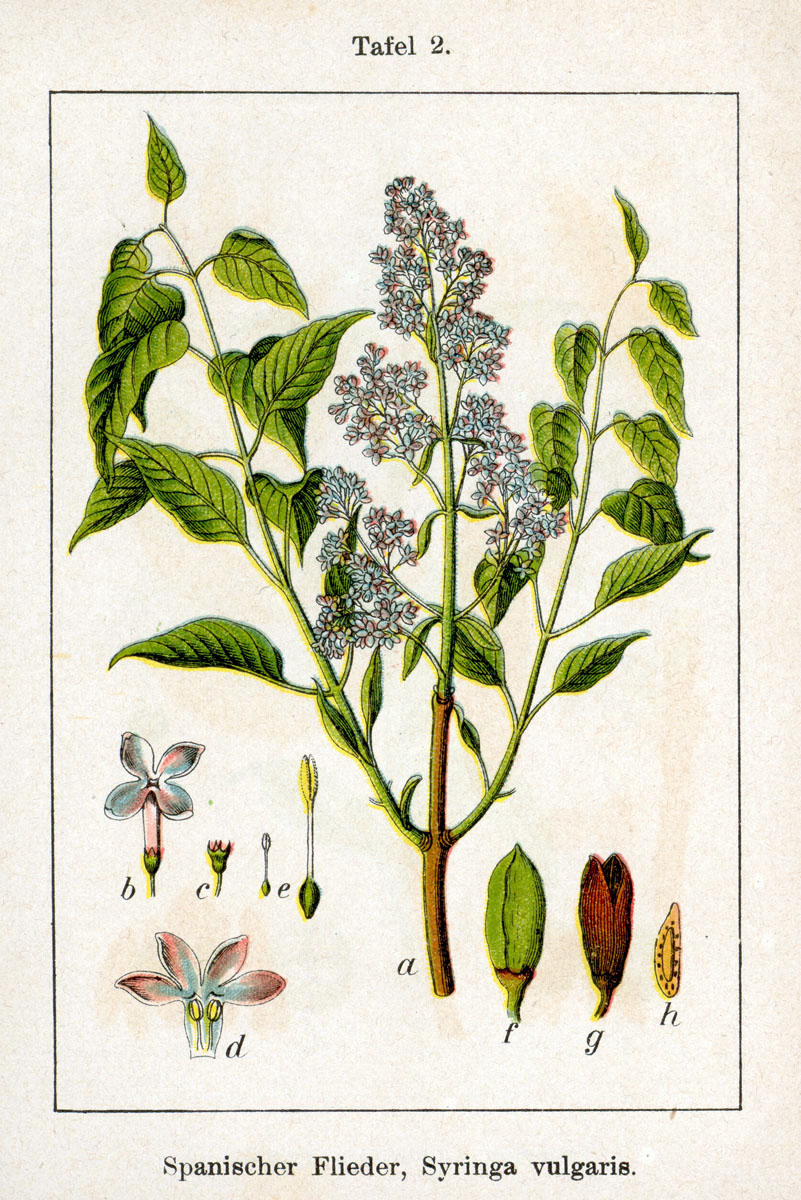
Сирень обыкновенная — типовой вид рода Сирень.

Листья супротивные, обыкновенно цельные, реже перисто-раздельные, опадающие на зиму.
Цветки белые, лиловые или розовые, расположены в метёлках на концах ветвей. Чашечка маленькая, короткая, колокольчатая о четырёх зубчиках. Венчик обыкновенно с длинной цилиндрической трубкой (реже, как, например, у сирени амурской — с укороченной трубкой) и плоским четырёхраздельным отгибом. Тычинок две, прикреплённых к трубке венчика. Завязь одна с двухраздельным рыльцем.
Плод — сухая двустворчатая коробочка.

## Интродукция сирени в СССР

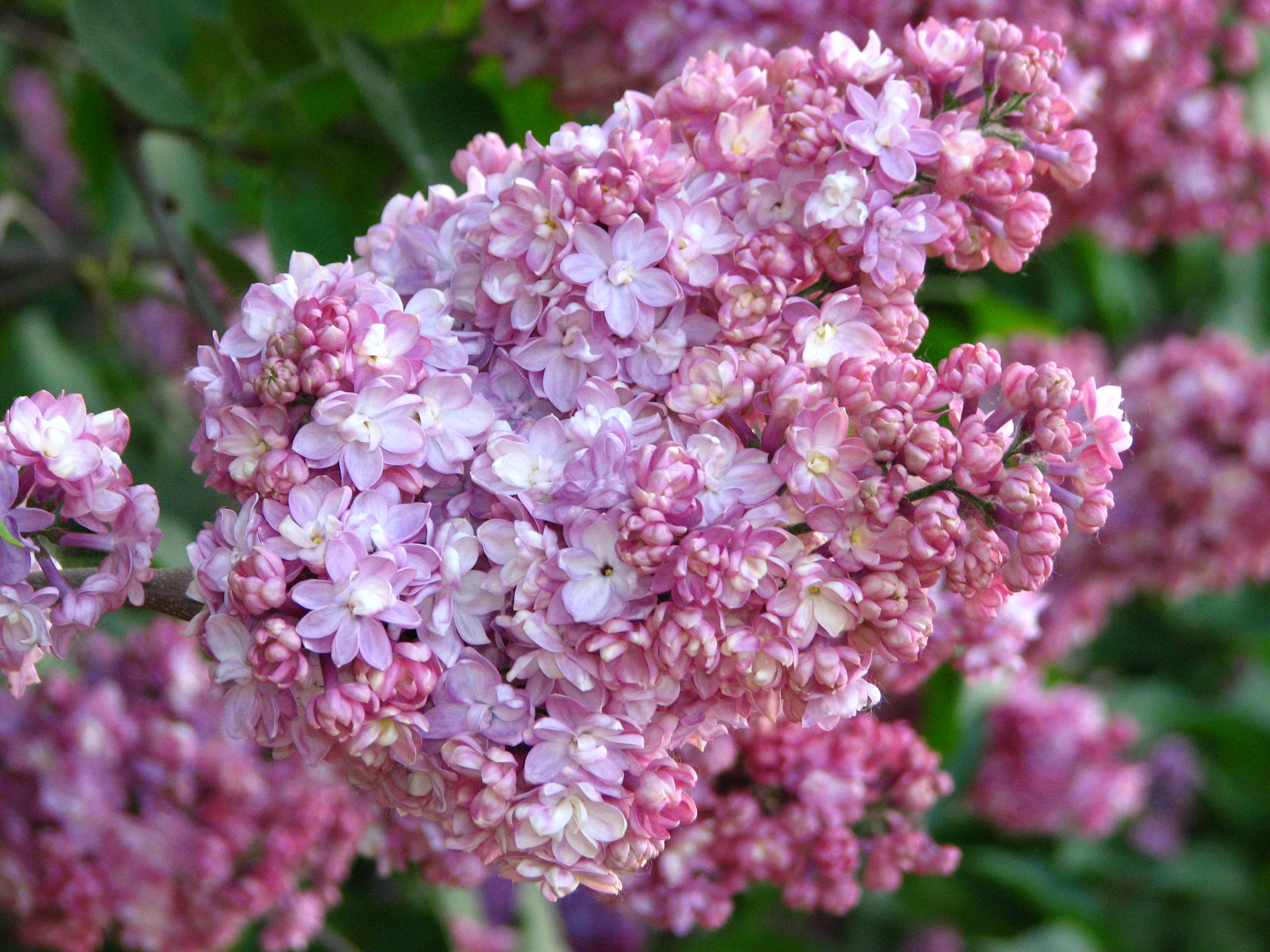
Сирень 'Память о Вехове'

В Главном ботаническом саду АН СССР (ГБС) создание коллекции сирени началось со дня его организации — с 1945 года. При непосредственном участии Л. А. Колесникова получены 44 сорта, выделенные самим автором как лучшие. Отечественные сорта (селекции Л. Рубцова, В. Жоголевой и Н. Ляпуновой, Н. Смольского и В. Бибиковой, Н. Вехова, С. Лаврова, П. Упитиса) присланы из ботанических садов Киева, Минска и других городов. С 1961 года в результате установившихся связей с учёными и специалистами из разных стран — Нидерландов, США, Англии, Польши, Канады — коллекция сирени значительно пополнялась зарубежными сортами. На 1 ноября 1976 года коллекция ГБС включала 35 видов, гибридных видов и разновидностей, 347 сортов, среди которых 55 отечественных. Сорта изучали, оценивали и все лучшие рекомендовали для массового размножения. С 1951 по 1975 год черенки сирени переданы 38 ботаническим садам и исследовательским организациям, 9 государственным сортоучасткам, 31 совхозам, колхозам и озеленительным организациям. В порядке обмена черенки сирени посланы в 5 зарубежных стран.

## Агротехника

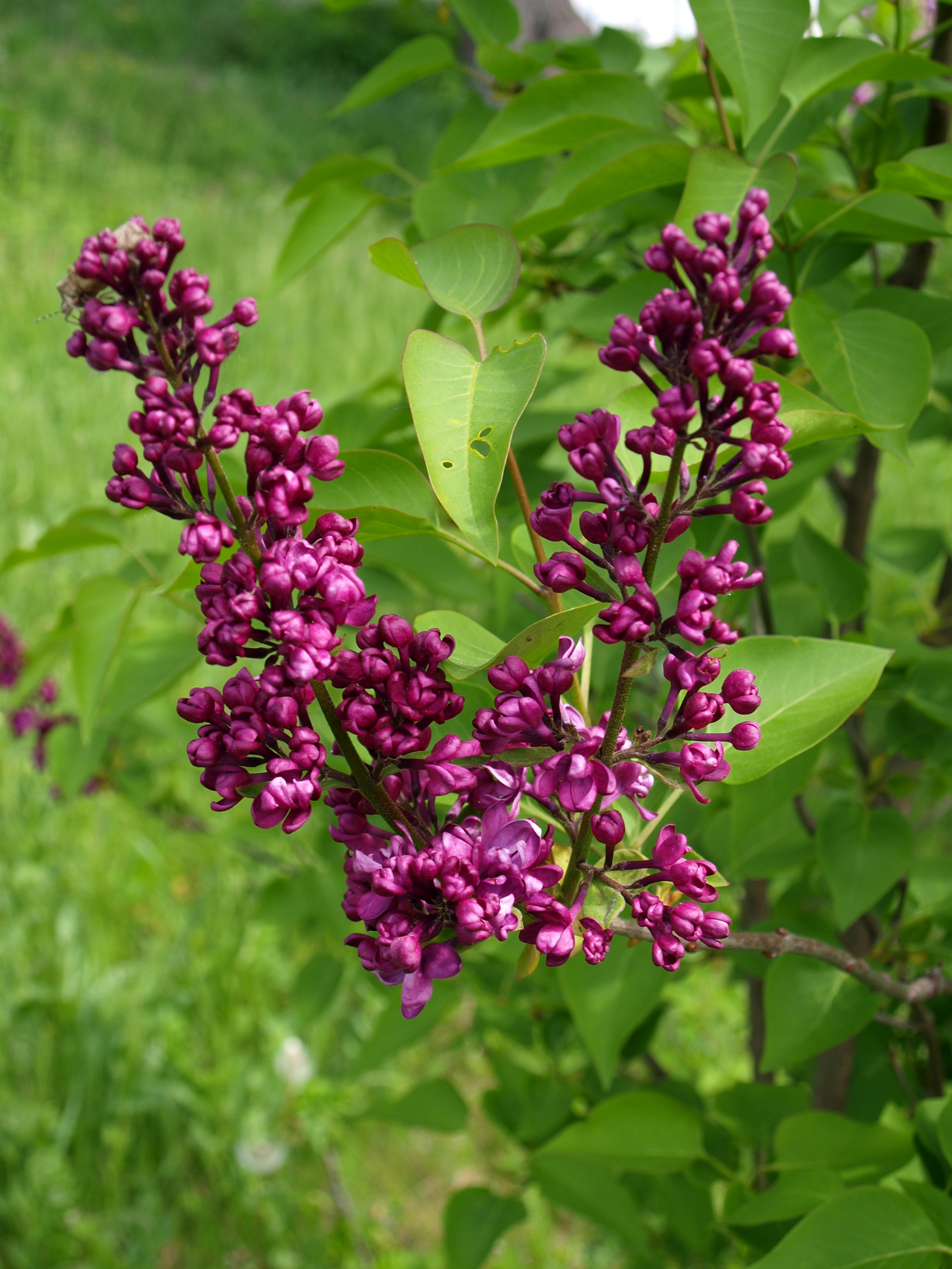
Сирень Полтавская

Сирени рекомендуется высаживать на закрытых от ветра участках с хорошим освещением. Для сирени совершенно непригодны низкие, заболоченные и временно затопляемые весной или осенью участки. Наиболее чувствительна к переувлажнению почвы сирень обыкновенная и её сорта.
Почва умеренно влажная, плодородная, структурная, с высоким содержанием гумуса и водопроницаемым подпочвенным горизонтом. Сирень хорошо растет на суглинистых почвах, на чернозёмах, заправленных органическими и минеральными удобрениями. pH 6—7. Окраска цветов сирени зависит от особенностей почвы и её кислотности.
В центральной зоне европейской части России рекомендуемые сроки посадки: вторая половина августа — начало сентября. Кусты сирени, пересаженные поздней осенью или же весной, с растущими почками, труднее приживаются и в первый год после посадки почти не дают прироста. В то же время быстрое наступление у сирени состояния покоя позволяет высаживать её с середины июля. Известный советский селекционер Л.А Колесников пересаживал сирень вскоре после цветения в фазе полного побурения побегов.
Саженцы сирени обыкновенной и сорта сажают так, чтобы корневая шейка после посадки была выше уровня почвы на 3—4 см.

## В символике
В астрологии сирень связывают со знаком тельца.
Сирень (листья и цветки) изображены на гербе города Сигулда (Латвия).

## Классификация

### Таксономическое положение
Syringa  L., 1753, Sp. Pl. : 9 
Род Сирень относится к семейству Маслиновые (Oleaceae) порядка Ясноткоцветные (Lamiales) и включается в дочернюю кладу Ламииды, последовательно входящую в более крупные клады Астериды → Суперастериды → Эвдикоты → Цветковые растения. Таксономическая схема в соответствии с Системой APG IV по состоянию на декабрь 2023 года:
|  |                          |  |                                   |                                   |                      |  | еще 23 семейства |              |              |                                                             |
|  |                          |  |                                   |                                   |                      |  |                  |              |              | 12 подтвержденных видов и 28 видов, ожидающих подтверждения |
|  |                          |  |                                   | порядок Ясноткоцветные            |                      |  |                  |              | род Сирень   |                                                             |
|  |                          |  |                                   | порядок Ясноткоцветные            |                      |  |                  |              | род Сирень   |                                                             |
|  | клада Цветковые растения |  |                                   |                                   | семейство Маслиновые |  |                  |              |              |                                                             |
|  | клада Цветковые растения |  |                                   |                                   |                      |  |                  |              |              |                                                             |
|  |                          |  | ещё 63 порядка цветковых растений | ещё 63 порядка цветковых растений |                      |  |                  | еще 28 родов | еще 28 родов |                                                             |
|  |                          |  |                                   | ещё 63 порядка цветковых растений |                      |  |                  |              | еще 28 родов |                                                             |

## Виды
Все виды сирени отличаются красивыми цветами, поэтому их часто разводят в садах. Особенно распространена сирень обыкновенная (Syringa vulgaris L.) и ее культивары — чрезвычайно выносливый кустарник, который отлично растёт на открытом воздухе как на юге, так и на севере Европы. Кроме основной формы с лиловыми цветами, в культуре имеются разновидности с белыми и розоватыми цветами. Они используются также для выгонки в оранжереях, так что почти всю зиму можно иметь свежие цветы сирени. Этот вид дико произрастает на Балканах.
Кроме обыкновенной сирени, популярны также сирень персидская (Syringa × persica L.) с более узкими, иногда перисто-раздельными листьями, сирень венгерская (Syringa josikaea Jacq.) с приятным запахом , родом из Венгрии;  сирень гималайская (Syringa emodi Wall. ex G.Don) родом с Гималаев; сирень японская ( Syringa japonica Maxim.) из Японии. В Китае растёт дико несколько видов сирени. В пределах России на Амуре встречается сирень амурская (Syringa amurensis Rupr.).

### Подтвержденные виды
- Syringa emodi  Wall. ex Royle  — Сирень гималайская
- Syringa josikaea  J.Jacq. ex Rchb.  — Сирень венгерская
- Syringa komarowii  C.K.Schneid.  — Сирень Комарова
- Syringa oblata  Lindl.  — Сирень широколистная
- Syringa persica  L.  — Сирень персидская
- Syringa pinetorum  W.W.Sm.
- Syringa pinnatifolia  Hemsl.  — Сирень перистолистная
- Syringa pubescens  Turcz.  — Сирень пушистая
- Syringa reticulata  (Blume) H.Hara  — Сирень сетчатая
- Syringa tomentella  Bureau & Franch.  — Сирень тонковолосистая
- Syringa villosa  Vahl  — Сирень мохнатая
- Syringa vulgaris L. typus[9] — Сирень обыкновенная

### Виды, ожидающие подтверждения
Из видов, ожидающих подтверждения таксономического положения, популярны
- Syringa × chinensis Willd. — Сирень китайская
- Syringa wolfii C.K.Schneid. — Сирень Вольфа

## В астрономии
В честь сирени назван астероид (1104) Сиринга, открытый в 1928 году немецким астрономом Карлом Райнмутом в Гейдельбергской обсерватории.

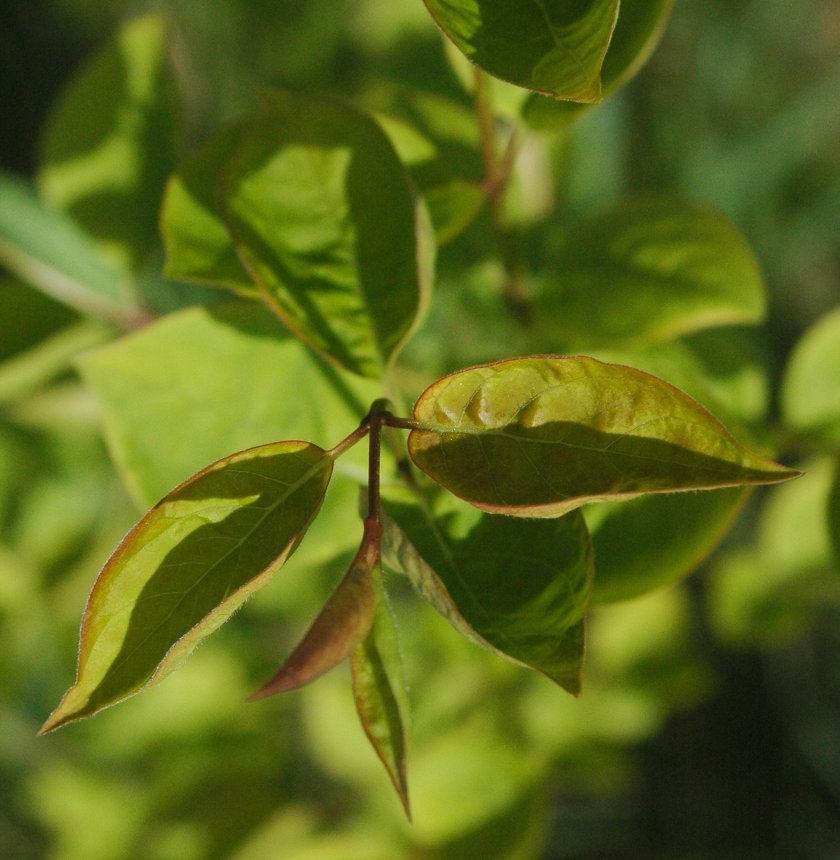
Сирень амурская
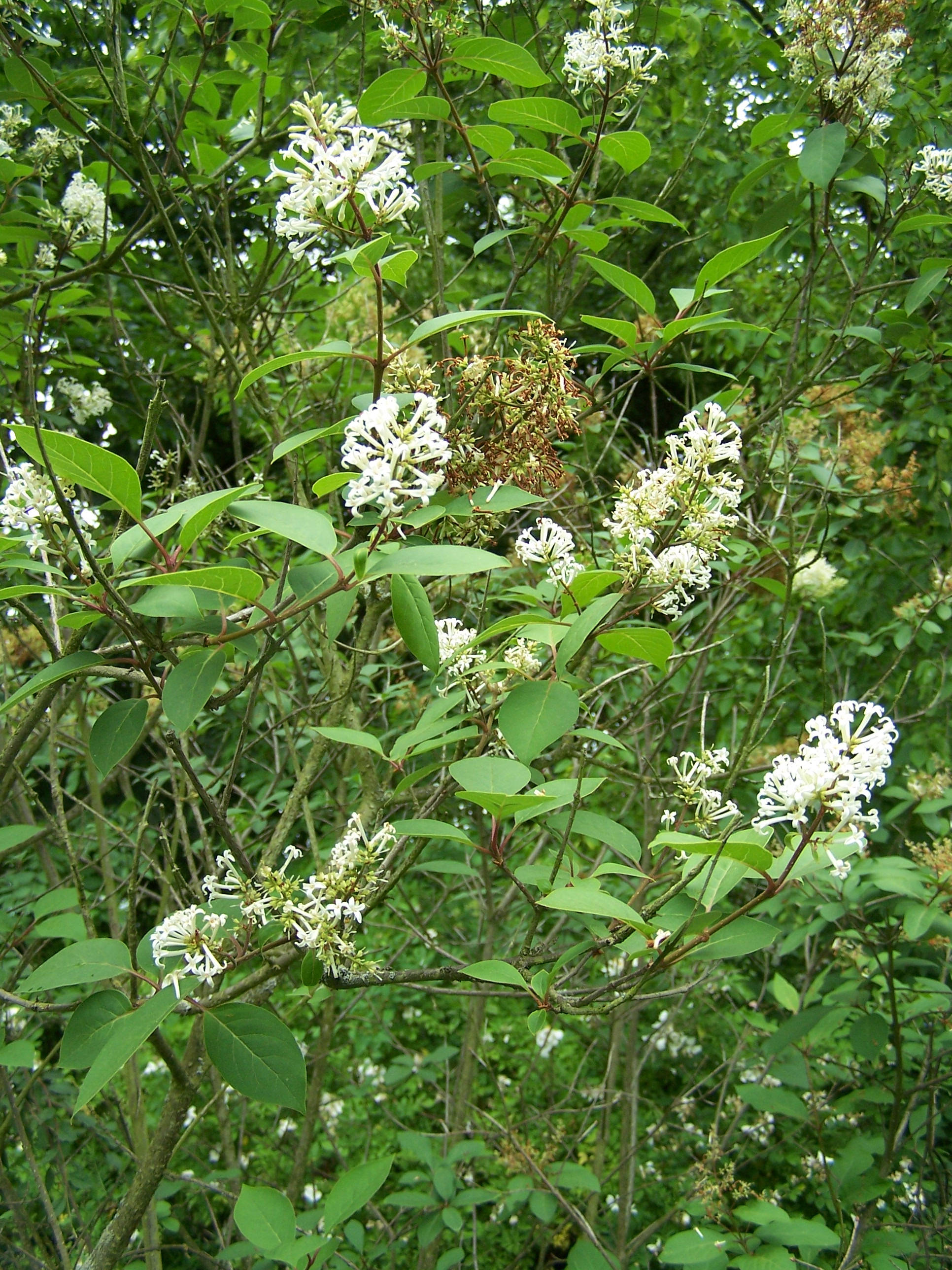
Сирень гималайская
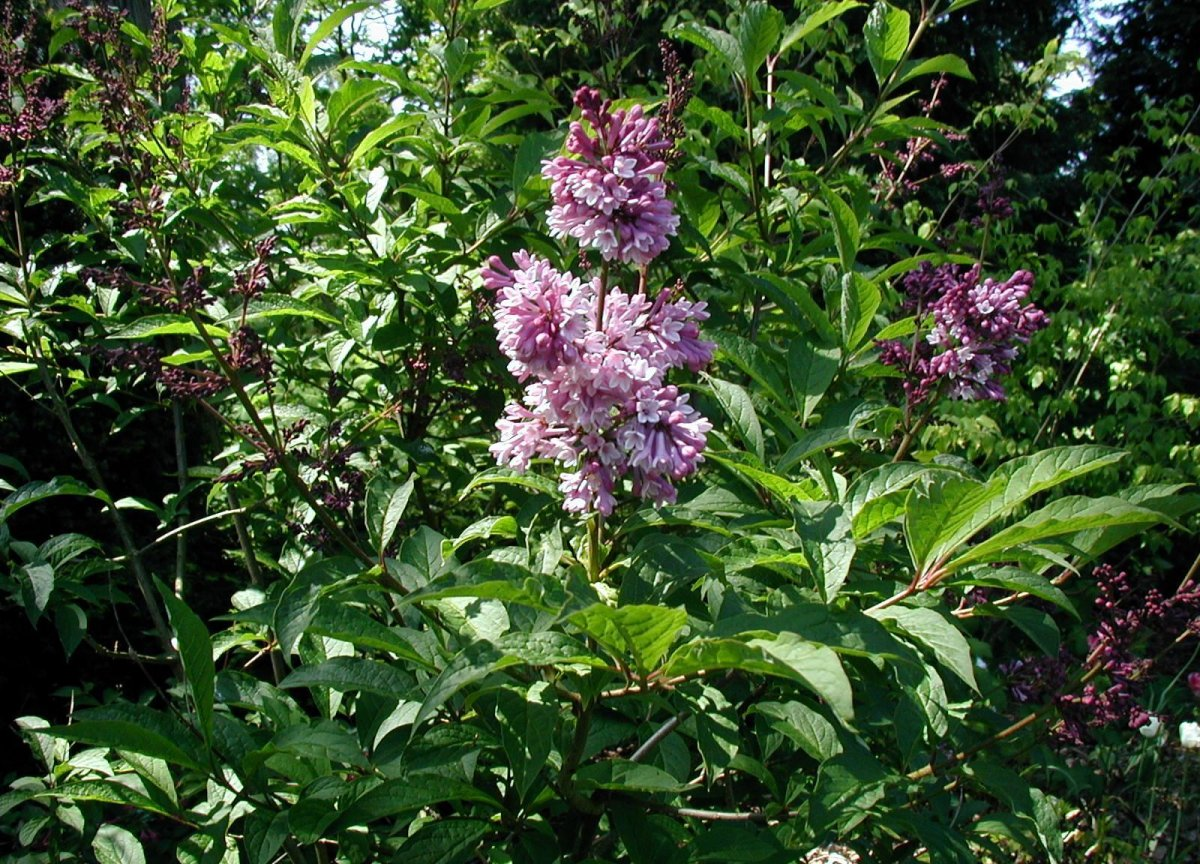
Сирень венгерская
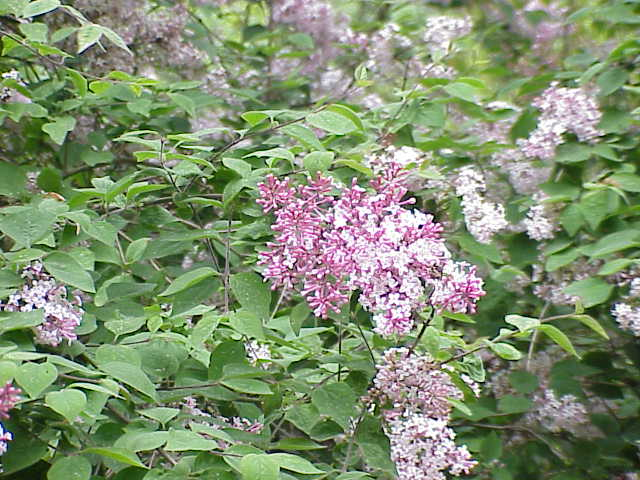
Сирень Юлия
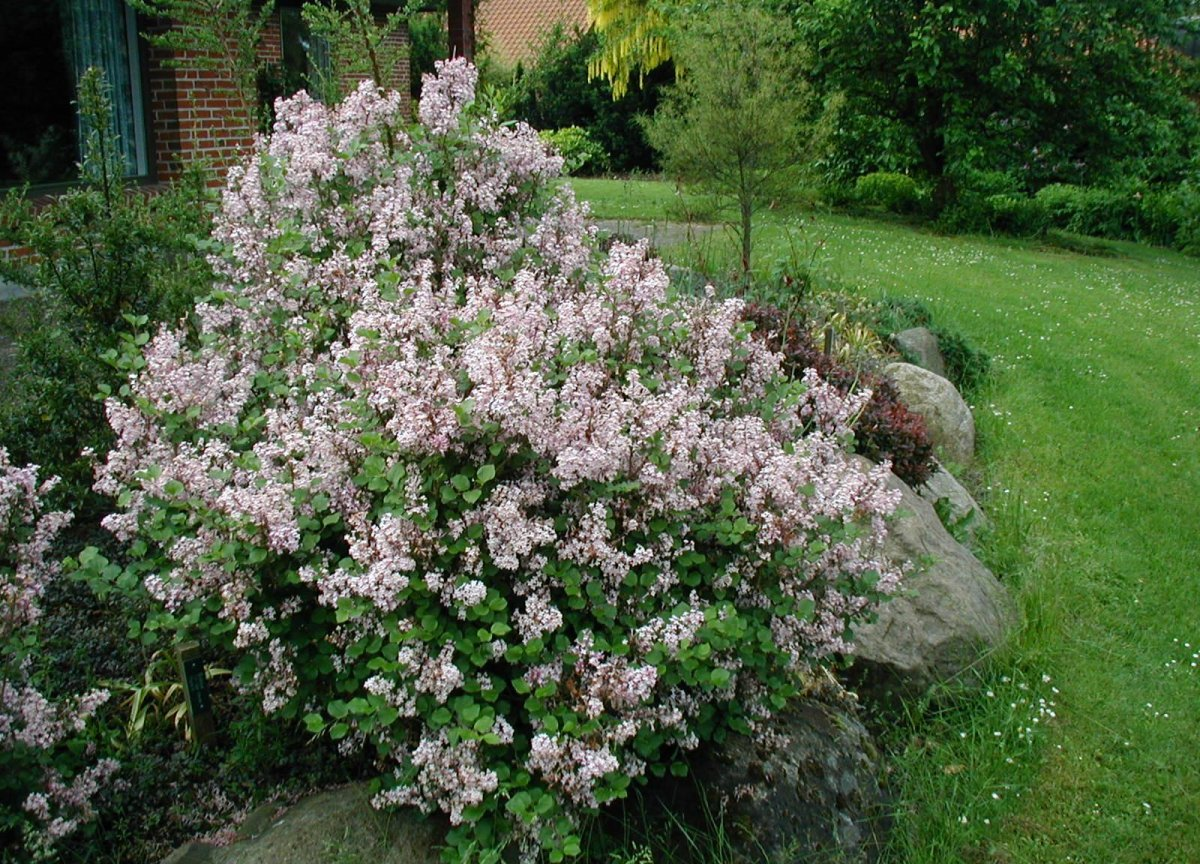
Сирень мелколистная
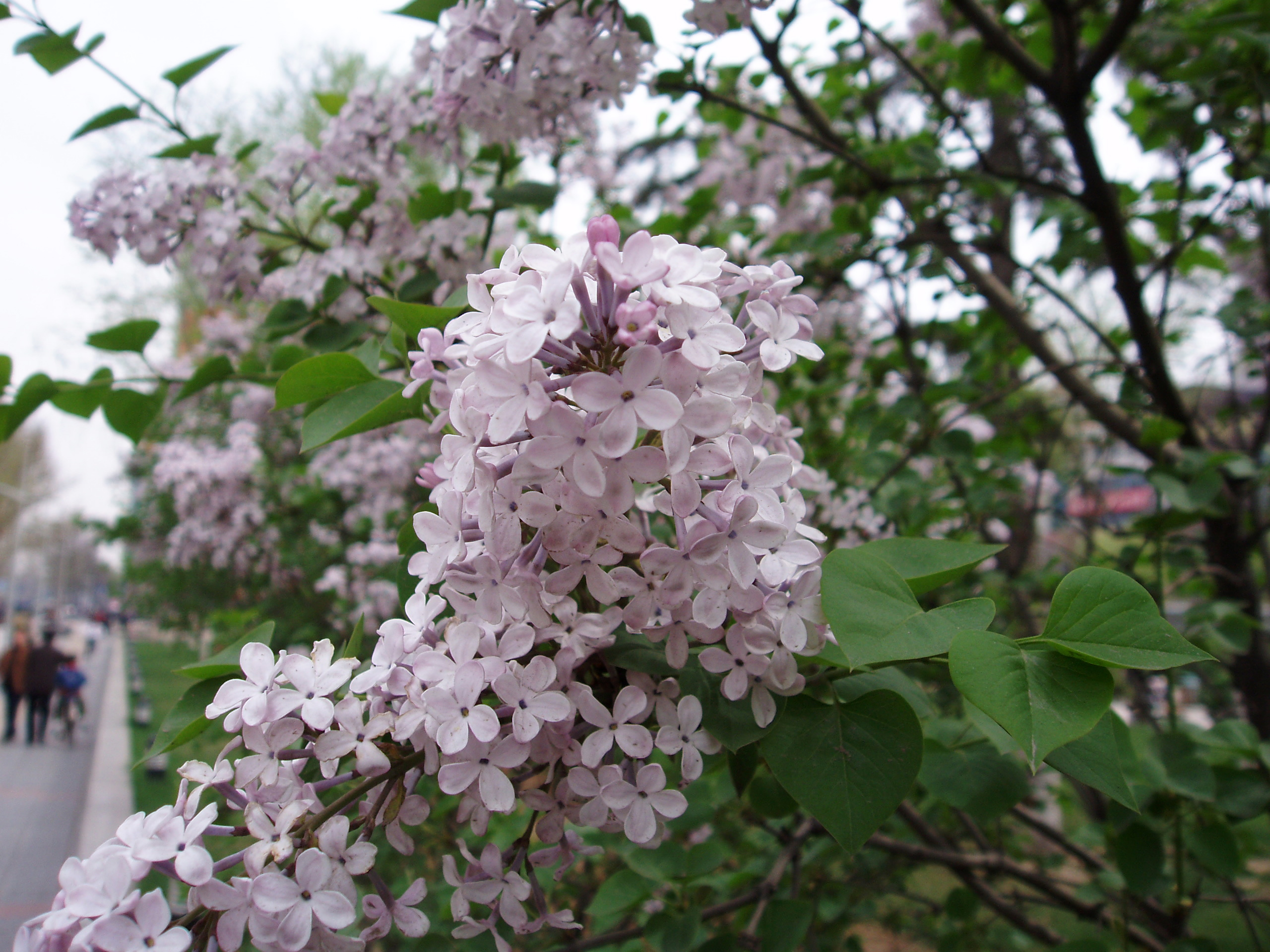
Сирень широколистая
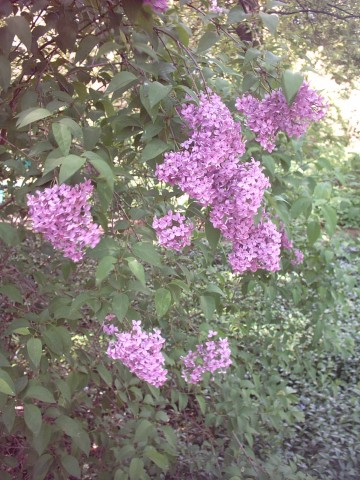
Сирень персидская
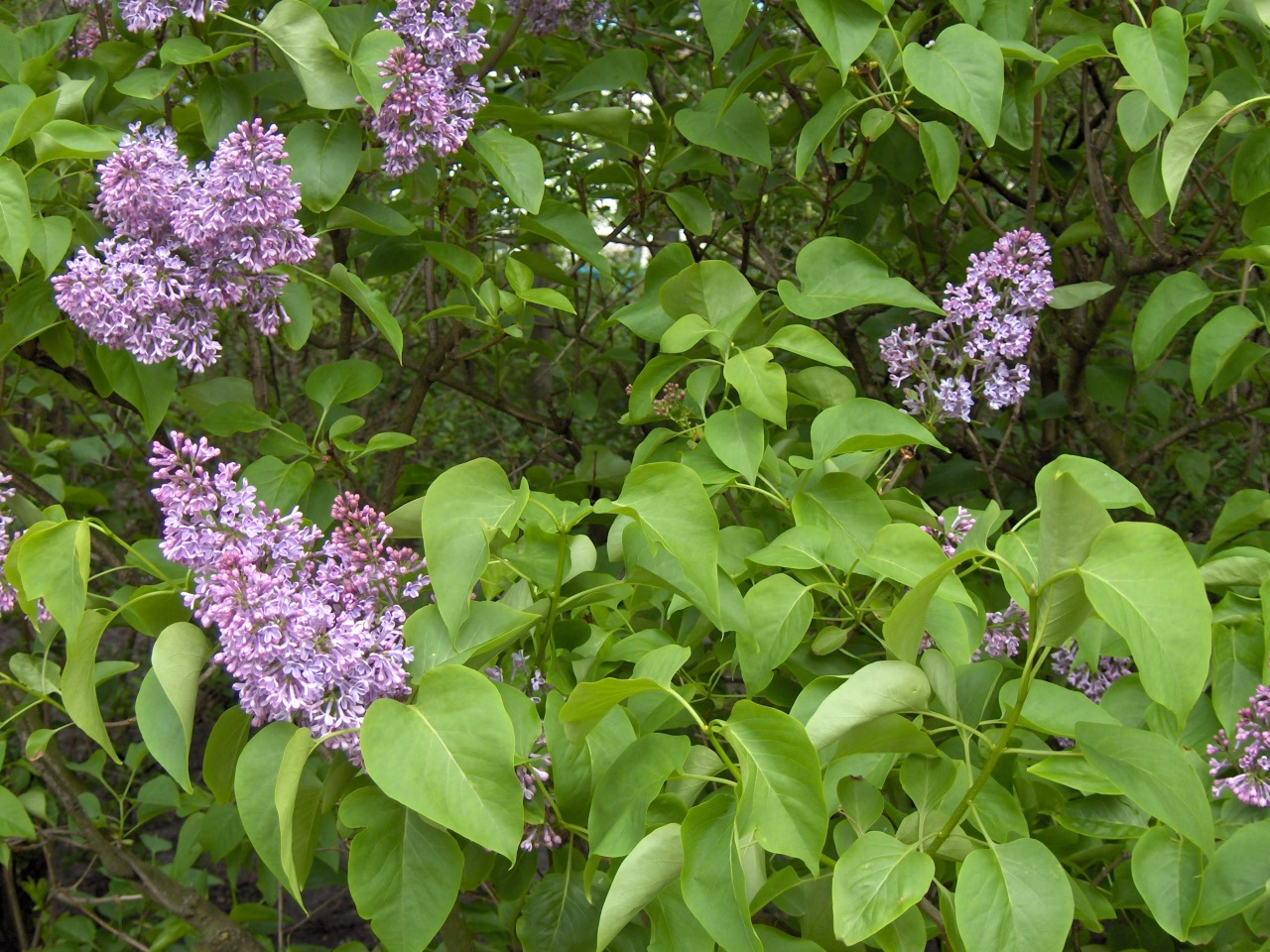
Сирень обыкновенная
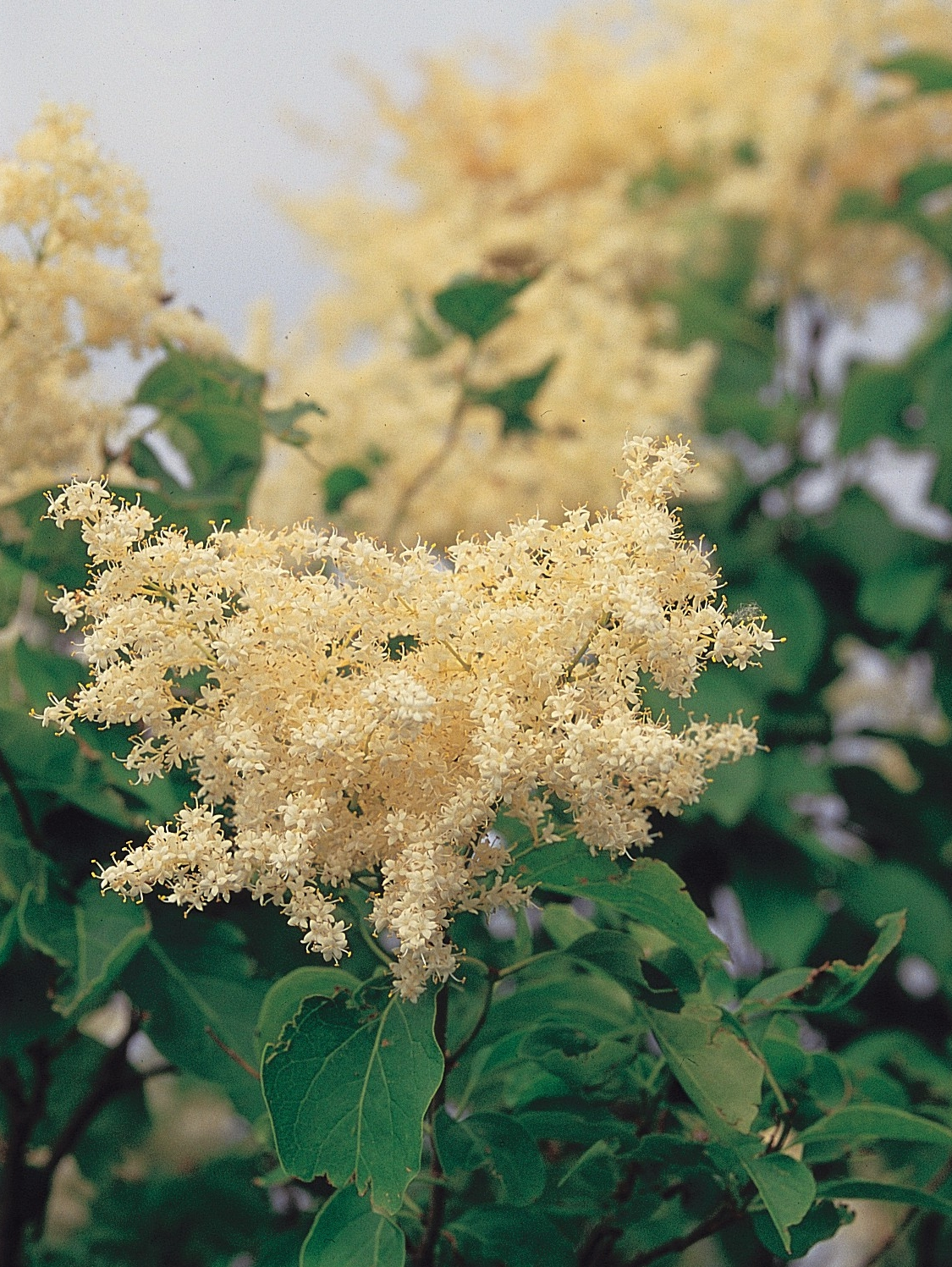
Сирень японская